# Harpagifer nybelini
Harpagifer nybelini är en fiskart som beskrevs av Prirodina 2002. Harpagifer nybelini ingår i släktet Harpagifer och familjen Harpagiferidae. Inga underarter finns listade i Catalogue of Life.